# تا کمو
۱۱°۲۹′ شمالی ۱۰۴°۵۷′ شرقی / ۱۱٫۴۸۳°شمالی ۱۰۴٫۹۵۰°شرقی
تا کمو شهری در کشور کامبوج است که جزو تقسیمات اداری ایالت کندل محسوب می‌شود و جمعیت آن براساس سرشماری سال ۱۹۹۸ میلادی ۵۸٫۲۶۴ نفر بوده که در سال ۲۰۰۵ میلادی به ۶۷٫۳۳۴ نفر افزایش یافته‌است.